# Kibana
Kibana est un greffon de visualisation de données pour Elasticsearch publié sous la licence libre Apache version 2. Il fournit des fonctions de visualisation sur du contenu indexé dans une grappe Elasticsearch. Les utilisateurs peuvent créer des diagrammes en barre, en ligne, des nuages de points, des camemberts et des cartes de grands volumes de données.
Les solutions Elasticsearch, Logstash et Kibana sont disponibles en tant que produits ou services. Logstash fournit un flux d'entrée à ElasticSearch pour le stockage et la recherche, et Kibana accède aux données pour la visualisation, par exemple pour des tableaux de bord.